# 索尔贝特 (朗德省)
索尔贝特（法語：Sorbets）是法国朗德省的一个市镇，属于蒙德马桑区（Mont-de-Marsan）若恩县（Geaune）。该市镇总面积11.88平方公里，2009年时的人口为187人。

## 人口
索尔贝特人口变化图示